# كريم كامبل
كريم كامبل (بالإنجليزية: Kareem Campbell)‏ هو متزلج لوحي أمريكي، ولد في 14 نوفمبر 1973 في نيويورك في الولايات المتحدة.

## وصلات خارجية
- كريم كامبل على موقع IMDb (الإنجليزية)